# Śródmieście (Tychy)

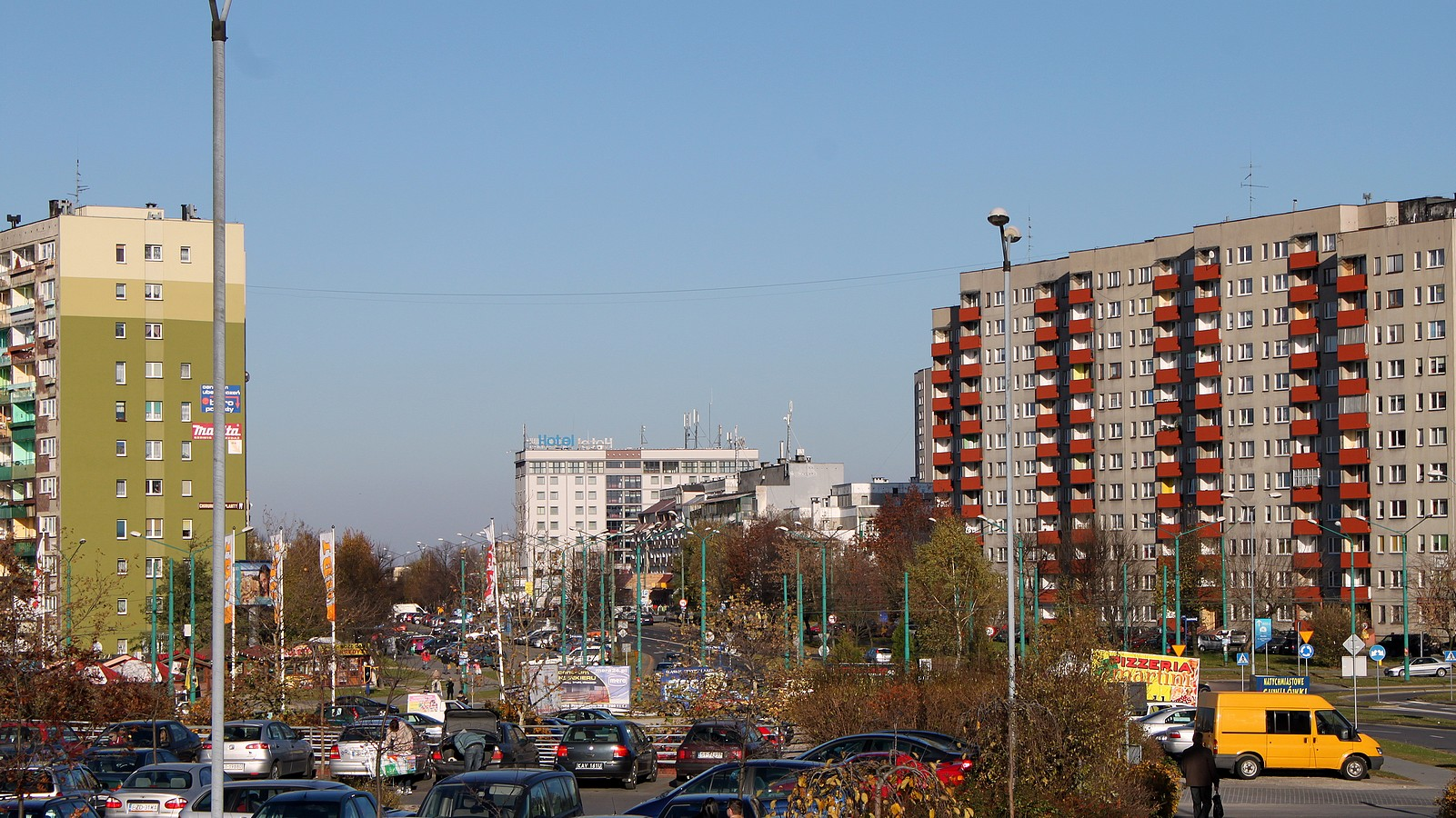
Tychy, ul. Dmowskiego – widok w stronę Hotelu Tychy

Śródmieście – dzielnica Tychów, w której zlokalizowane są najważniejsze urzędy. Wyznacza zwarte centrum miasta. Umiejscowiona jest w kompleksie dzielnic śródmiejskich, pomiędzy Starymi Tychami, Zawiścią, Urbanowicami, Terenami Przemysłowymi, Paprocanami, Żwakowem, Sublami, Glinką a Wilkowyjami.

## Transport
Przez Śródmieście przebiega al. Niepodległości oraz al. Bielska, która wspólnie z ul. Katowicką tworzy główną trasę przelotową przez miasto w osi Katowice – Bielsko-Biała. Ulica Żwakowska z ul. Stoczniowców 70 łączą Śródmieście z Sublami i Glinką. Do traktów komunikacyjnych łączących Śródmieście z Paprocanami należą: ul. gen. W. Sikorskiego, al. marsz. J. Piłsudskiego i al. Jana Pawła II.

## Religia
Tutaj, 21 grudnia 1958 roku, powołana została Parafia św. Jana Chrzciciela w Tychach, a 9 października 1986 roku, Parafia św. Jadwigi Śląskiej w Tychach – obydwie są rzymskokatolickimi parafiami.

## Opieka zdrowotna
Znajduje się tu również Szpital Miejski w Tychach założony w 1957 roku, który funkcjonuje jako niepubliczny podmiot leczniczy.

## Oświata
W marcu 2023 roku na terytorium Śródmieścia funkcjonowały następujące placówki oświatowe:
1. Przedszkola:
  - Przedszkole nr 6 w Tychach (ul. Konecznego 1)[3]
  - Przedszkole nr 17 w Tychach (ul. Tołstoja 5)[4]
  - Przedszkole nr 26 w Tychach (ul. Młodzieżowa 5)[5]
  - Przedszkole nr 29 z oddziałami integracyjnymi w Tychach (ul. Hubala 7)[6]
2. Szkoły podstawowe:
  - Szkoła Podstawowa nr 5 z Oddziałami Integracyjnymi w Tychach (ul. Czarneckiego 22)[7]
  - Szkoła Podstawowa nr 7 im. Powstańców Śląskich w Tychach (ul. Tołstoja 1)[8]
  - Szkoła Podstawowa nr 17 w Tychach (ul. Begonii 5)[9]
  - Szkoła Podstawowa nr 22 im. Rafała Pomorskiego z Oddziałami Integracyjnymi w Tychach (ul. Harcerska 25)[10]
  - Szkoła Podstawowa nr 37 im. Kornela Makuszyńskiego w Tychach (ul. Konecznego)[11]
3. Szkoły średnie:
  - I Liceum Ogólnokształcące im. Leona Kruczkowskiego w Tychach (ul. Korczaka 6)[12]
4. Zespoły szkół:
  - Zespół Szkół nr 4 im. Janusza Groszkowskiego w Tychach (al. Bielska 100)[13]
    - Technikum nr 3 w Tychach
    - Szkoła Branżowa nr 1 w Tychach

## Kultura
Od 3 czerwca 1993 roku funkcjonuje Miejska Galeria Sztuki OBOK. Od 2013 roku w tej dzielnicy znajduje się też Muzeum Miniaturowej Sztuki Profesjonalnej Henryk Jan Dominiak w Tychach – muzeum sztuki nowoczesnej.

## Podział administracyjny Śródmieścia
Śródmieście, w oparciu o projekt Tadeusza Teodorowicza-Todorowskiego, a następnie Kazimierza Wejcherta i Hanny Adamczewskiej-Wejchert podzielone jest na 2 części – Północną i Południową, z linią kolejową stanowiącą granicę między nimi. Do 1990 r. nazwy ulic w poszczególnych osiedlach Śródmieścia rozpoczynały się przeważnie od tej samej litery co nazwa osiedla, a nazwy osiedli pochodziły od pierwszych liter żeńskich imion, np. „A” – Anna, „B” – Barbara, „C” – Celina, „H” – Honorata itp. Od 1990 r. nie stosuje się tych zasad.
Łącznie w Śródmieściu powstało 23 osiedla mieszkaniowe pod ogólną nazwą Nowe Tychy:

### Śródmieście Północne
- osiedle A – Anna[18]
- osiedle B – Barbara[18]
- osiedle Balbina[20] – również „podosiedla”: B-1, B-2
- osiedle C – Celina[18] – również „podosiedla”: C-1, C-2, C-3
- osiedle D – Danuta i Dorota[18] – również „podosiedla”: D-1, D-3
- osiedle E – Ewelina – również „podosiedle”: E-2
- osiedle F – Felicja[18] – również „podosiedla”: F-1, F-2, F-6
- osiedle G – Genowefa[18]

### Śródmieście Południowe
- osiedle Cztery Pory Roku – znajduje się przy skrzyżowaniu al. Bielskiej z ul. gen. Władysława Sikorskiego
- osiedle H – Honorata[18] – również „podosiedla”: H-1, H-2, H-4, H-5, H-6, H-7
- osiedle K – Karolina[18]
- osiedle L – Lucyna[18]
- osiedle Ł – Łucja[18] – również „podosiedla”: Ł-1, Ł-2
- osiedle M – Magdalena[18]
- osiedle N – Natalia[18]
- osiedle O – Olga[18] – również „podosiedle”: O-1
- osiedle P – Paulina[18] – również „podosiedle”: P-1
- osiedle R – Regina[18] – również „podosiedla”: R-1, R-2
- osiedle S – Stella[18] – również „podosiedle”: S-1 (Osiedle Sosnowe)
- osiedle T – Teresa[18] – również „podosiedle”: T-1
- osiedle U – Urszula[18] – również „podosiedle”: U-1
- osiedle W – Weronika[18]

## Geografia

### Klimat
Warunki klimatyczne Śródmieścia są tożsame z klimatem dla całych Tychów. Obszar, na którym jest położone Śródmieście, występuje w regionie klimatycznym małopolskim.
Obliczona w skali roku temperatura powietrza wynosi +7,7 °C, natomiast roczne opady równają się 800 mm. W Śródmieściu średnia temperatura lipca sięga 17,5 °C, natomiast stycznia –3,7 °C.

### Przyroda i ochrona środowiska
Szata roślinna na terytorium współczesnego Śródmieścia kształtowana jest jako miejsca zwartej zieleni urządzonej w formie nasadzeń przyulicznych, skwerów, parków i zieleni przykościelnej. W granicach Śródmieścia występują w charakterze dużych, swobodnie ukształtowanych ogrodów z alejami spacerowymi:

#### Parki i skwery
- Park Miejski Solidarności w Tychach – zielone serce Śródmieścia z alejkami pieszymi i rowerowymi, Pomnikiem Walki i Pracy, powszechnie określamy jako Żyrafa[24] – pomiędzy al. Niepodległości oraz ul. Edukacji[25]
- Park Niedźwiadków w Tychach – pomiędzy al. Bielską, al. Niepodległości, ul. Edukacji oraz ul. Edisona[22]
- Park Jaworek w Tychach – przy ul. Jaśkowickiej i ul. Stoczniowców 70 oraz rondzie Żwakowskim – ulubione miejsce zimowych zabaw młodych tyszan[26]
- Park św. Franciszka z Asyżu w Tychach – przy ul. Armii Krajowej – nazywany również Parkiem Przyjaźni[27]
- Park Łabędzi w Tychach – przy ul. Wyszyńskiego[28]

#### Psie parki wybiegowe
- Psi Park w Tychach – czynny całą dobę wybieg dla psów – przy ul. Hlonda i ul. Burschego (pochylnie, przeszkody do ćwiczeń dla psów oraz rozległy ogrodzony wybieg) – 2000 m²[29]